# Viola Neu
Viola Neu (* 1964 in Ludwigshafen am Rhein) ist eine deutsche Politologin. Sie arbeitet als Wahl- und Parteienforscherin bei der Konrad-Adenauer-Stiftung (KAS).
Viola Neu studierte von 1984 bis 1991 Politikwissenschaft, Öffentliches Recht und Germanistik in Mannheim. Ihre Magisterarbeit, eine Studie über das Wahlverhalten von Übersiedlern, wurde mit dem Karin-Islinger-Preis der Universität Mannheim ausgezeichnet. Von 1991 bis 1992 leitete sie als Geschäftsführerin die dortige Forschungsstelle für gesellschaftliche Entwicklungen.
Seit 1992 arbeitet sie für die KAS, zunächst als wissenschaftliche Mitarbeiterin, später als Leiterin der Abteilung für empirische Politikforschung und seit 2003 als Koordinatorin für Wahl- und Parteienforschung in Berlin. Seit 2011 war sie Leiterin des Teams Empirische Sozialforschung, seit 2017 war sie zusätzlich stellvertretende Leiterin der Hauptabteilung Politik und Beratung und seit 2020 stellvertretende Leiterin Analyse und Beratung und Leiterin Wahl- und Sozialforschung.
2003 wurde sie bei Eckhard Jesse an der TU Chemnitz mit einer Studie über die PDS zum Dr. phil. promoviert. Von 2006 bis 2019 war sie im Vorstand der de'ge'pol – Deutsche Gesellschaft für Politikberatung e. V., danach im Beirat.

## Publikationen (Auswahl)
- Theoretische Erklärungsansätze des Wahlverhaltens in den neuen Ländern der Bundesrepublik Deutschland, Nr. 41/1992, Konrad-Adenauer-Stiftung (Hrsg.), Sankt Augustin 1992
- Die PDS zwischen Linksextremismus und Linkspopulismus, Interne Studien Nr. 76/1994, Konrad-Adenauer-Stiftung (Hrsg.), Sankt Augustin 1994 (zus. mit Patrick Moreau)
- Auferstanden aus Ruinen...? Die PDS nach dem Super-Wahljahr 1994, Interne Studien Nr. 111/1994, Konrad-Adenauer-Stiftung (Hrsg.), Sankt Augustin 1995 (zus. mit Jürgen P. Lang, Patrick Moreau)
- Die PDS nach dem Superwahljahr 1994: Zwischen Aufbruch und Stagnation, Occasional Papers in German Studies, Number 6, 1995, University of Alberta, Kanada 1995
- Politische Beteiligung in der Volkspartei – Erste Ergebnisse einer repräsentativen Untersuchung unter CDU-Mitgliedern, Interne Studien Nr. 113/1995, Konrad-Adenauer-Stiftung (Hrsg.), Sankt Augustin, 1995 (zus. mit Hans-Joachim Veen)
- Die Mitglieder der CDU. Interne Studie Nr. 148/1997, Konrad-Adenauer-Stiftung (Hrsg.), Sankt Augustin 1997 (zus. mit Wilhelm P. Bürklin, Hans-Joachim Veen)
- Getrennt agieren, vereint marschieren? Die Diskussion über ein Linksbündnis bei SPD, Grünen und PDS, InterneStudie Nr. 162/1998, Konrad-Adenauer-Stiftung (Hrsg.), Sankt Augustin 1998 (zus. mit Jürgen Hoffmann)
- Am Ende der Hoffnung? Die PDS im Westen, in: Zukunftsforum Politik, Nr. 10, Konrad-Adenauer-Stiftung (Hrsg.), Sankt Augustin, August 2000
- Die PDS und ihr Verhältnis zum Grundgesetz, in: Die politische Meinung, 388/2002, S. 51–56 (mit Jürgen P. Lang). Text online
- Das Janusgesicht der PDS: Wähler und Partei zwischen Demokratie und Extremismus (= Schriftenreihe Extremismus & Demokratie, Bd. 9), Baden-Baden 2004.
- Handbuch der deutschen Parteien, Hrsg.: Frank Decker/Viola Neu, Wiesbaden, 2007
- Linksextremismus in Deutschland_ Erscheinungsbild und Wirkung auf Jugendliche (PDF; 463 kB), Konrad-Adenauer-Stiftung (Hrsg.), Sankt Augustin 2012